# Granada (Colorado)
Granada is een plaats (town) in de Amerikaanse staat Colorado, en valt bestuurlijk gezien onder Prowers County.

## Demografie
Bij de volkstelling in 2000 werd het aantal inwoners vastgesteld op 640.
In 2006 is het aantal inwoners door het United States Census Bureau geschat op 612, een daling van 28 (-4,4%).

## Geografie
Volgens het United States Census Bureau beslaat de plaats een oppervlakte van
1,9 km², geheel bestaande uit land. Granada ligt op ongeveer 1093 m boven zeeniveau.

## Plaatsen in de nabije omgeving
De onderstaande figuur toont nabijgelegen plaatsen in een straal van 40 km rond Granada.